# 신민희
신민희(1986년 2월 22일 ~ )는 대한민국의 前 탤런트 겸 前 모델이다.

## 생애
2004년 심심풀이로 데뷔한 그녀는 데뷔 후 각종 CF와 다수의 뮤직비디오에 출연했으며, 태양의 나만바라봐, 트윈스의 피가나 뮤직비디오에 각각 출연하여 '태양의 여자', '슬옹의 여자'라는 별명을 얻었다. 그러나 2010년 활동을 마지막으로 연예계에서 은퇴하였다.

## 학력
- 순천청암고등학교

## 광고 활동
- 2005년 - 에이블C&C 미샤 플라워 퍼팩트 (하석진과 공동출연)
- 2005년 - 에이블C&C 미샤 뷰어 마스카라 (하석진과 공동출연)
- 2005년 - SK텔레콤

## 출연 작품

### 드라마
- 2008년~2009년 SBS 스타의 연인 - 김유리 역
- 2006년 MBC 진짜 진짜 좋아해 - 금수경 역

### 방송
- 2004~2005년 MBC 심심풀이

### 영화
- 2009년 《19-Nineteen》 - 오영애 역

## 뮤직비디오
- 2010년 트윈스 - 피가 나
- 2008년 안재욱 - 이별인건지
- 2008년 태양 - 나만 바라봐
- 2007년 엠투엠 - 못된 남자
- 2007년 SG워너비 - Stay
- 2006년 이승철 - 떠나지마
- 2005년 KCM - 그래요
- 2005년 KCM - 은영이에게 Part2 + 행운